# Faga'alu
Faga'alu è un villaggio delle Samoa Americane appartenente alla contea di Ma'Oputasi del Distretto orientale.